# SV Löhne-Obernbeck
Der SV Löhne-Obernbeck (vollständiger Name: Sportverein Löhne-Obernbeck e.V. 1925) ist ein Sportverein aus Löhne im Kreis Herford. Die erste Fußballmannschaft spielt derzeit in der Kreisliga A. In der Saison 1955/56 spielte die Mannschaft in der Landesliga; damals die höchste westfälische Amateurliga.

## Geschichte
Der SV Löhne-Obernbeck wurde am 14. Oktober 1925 gegründet. Überregional bekannt wurde der Verein im Jahre 1931 durch seine Faustballabteilung, die Westfalenmeister wurde. Im Herbst 1948 kam es zu einer kurzzeitigen Fusion mit dem Verein TuRa Löhne namens TuRa Löhne-Obernbeck. Der Zusammenschluss wurde am 13. April 1949 wieder gelöst.
Die Fußballer sorgten 1954 für Furore, als sie im Westdeutschen Pokal den Oberligisten VfL Bochum mit 1:0 besiegten. Im Achtelfinale schied die Mannschaft jedoch mit 2:9 gegen den FC Schalke 04 vor etwa 12.000 Zuschauern aus. Ein Jahr später gelang als Bezirksligameister der Aufstieg in die Landesliga. Als Viertletzter wurde die Qualifikation für die neu eingeführte Verbandsliga verfehlt. In den folgenden Jahren etablierten sich die Löhner in der Landesliga. Im Jahre 1958 musste die Mannschaft ein Entscheidungsspiel um den Klassenerhalt gegen den SV Paderborn austragen, dass im neutralen Bielefeld mit 2:2 nach Verlängerung endete. Die Obernbecker gewannen das Wiederholungsspiel in Lemgo mit 4:0 und blieben Landesligist.
1969 folgte der Abstieg in die Bezirksliga. Zwei Jahre später gelang zwar die Rückkehr, ehe 1974 der erneute Abstieg folgte. In einer Entscheidungsrunde mussten die Löhner gemeinsam mit dem TBV Lemgo absteigen, während der SC Grün-Weiß Paderborn den Klassenerhalt schaffte. Im Jahre 1976 gelang der Wiederaufstieg. Gleichzeitig scheiterte eine Fusion mit dem VfL Mennighüffen. Während die Mitglieder des SV Löhne-Obernbeck dafür stimmten lehnten die Mennighüffer Mitglieder den Zusammenschluss ab. Nur aufgrund des besten Torverhältnis in der Entscheidungsspielrunde gegenüber dem VfL Mennighüffen und dem VfL Schlangen konnten die Löhner 1977 die Klasse halten. Löhne spielte zweimal 2:2, während sich die Konkurrenz 1:1 trennten.
Zwei Abstiege in Folge führte die Mannschaft 1980 in die Kreisliga A. Zwischen 1992 und 1994 sowie von 2008 bis 2010 konnten die Löhner noch einmal in die Bezirksliga zurückkehren, bevor die Mannschaft im Jahre 2015 in die Kreisliga B abstieg. Dort gelang der direkte Wiederaufstieg, wobei die Mannschaft 86 von 90 möglichen Punkten holte.

## Erfolge
- Meister der Bezirksliga Westfalen 1: 1955, 1969, 1976

## Stadion
Der SV Löhne-Obernbeck trägt seine Heimspiele im Werretalstadion aus. Das Stadion liegt an der Albert-Schweitzer-Straße und bietet Platz für 7000 Zuschauer. Namensgeber ist die Werre, ein Nebenfluss der Weser, die durch Löhne verläuft. Seit 2017 wird auf Kunstrasen gespielt. Die Spielfläche ist von einer Leichtathletikanlage umgeben.

## Persönlichkeiten
- Mamadou Diabang spielte von 2001 bis 2003 sieben Mal für die senegalesische Nationalmannschaft
- Karl-Hermann Eickhoff absolvierte zwischen 1976 und 1978 13 Zweitligaspiele für Arminia Bielefeld
- Lena Goeßling spielte 106 Mal für die deutsche Nationalmannschaft und spielt für den VfL Wolfsburg in der Bundesliga
- Heinz Teichert war von 1974 bis 1982 Schiedsrichter in der 2. Bundesliga[3]